# Cry Before I Go (альбом Люсіль Спенн)
Cry Before I Go — дебютний студійний альбом американської блюзової співачки Люсіль Спенн, що вийшов 1974 року на лейблі BluesWay. Альбом став єдиним сольним альбомом, який випустила Спенн.

## Опис
Після смерті свого чоловіка, піаніста Отіса Спенна у 1970 році, Люсіль продовжила музичну кар'єру. У вересні 1972 року вона виступила на фестивалі блюзу і джазу в Анн-Арбор, де разом з Мадді Вотерсом, Майті Джо Янгом виконала дві композиції, присвячені чоловіку.
У 1973 році відбулась сесія запису дебютного сольного альбому на студії P.S. Recording Studio в Чикаго (Іллінойс). Спенн співала разом з губним гармоністом Кері Беллом, піаністом Детройтом Джуніором, гітаристами Едді Тейлором і Майті Джо Янгом, басистом Джеймсом Гріном і ударником Віллі Смітом. Серед композицій блюзові стандарти «Sky Is Crying» Елмора Джеймса і «Got My Mojo Workin'» Мадді Вотерса, «Cry Before I Go» Джона Лі Гукера, а також власні пісні Спенн.
Альбом вийшов 1974 року на лейблі BluesWay. Продюсером виступив Ел Сміт. Альбом став єдиним сольним альбомом, який випустила Спенн.

## Список композицій
1. «Cry Before I Go» (Ел Сміт, Р. С. Джексон) — 2:03
2. «Meat Ration Blues» — 3:30
3. «Country Girl» — 7:10
4. «Make You Feel Like A Bigger Man» — 3:38
5. «Sky Is Crying» — 4:27
6. «Everybody's Fishing» — 3:37
7. «Got My Mojo Workin'» — 3:34
8. «Can't Stand To Leave You» — 2:19
9. «Queen Bee» — 2:44
10. «Daddy Let Me Love» — 3:37
11. «Wine Head Woman» — 3:02

## Учасники запису
- Люсіль Спенн — вокал
- Кері Белл — губна гармоніка
- Детройт Джуніор — фортепіано
- Едді Тейлор, Майті Джо Янг — гітара
- Джеймс Грін — бас
- Віллі Сміт — ударні

Технічний персонал
- Ел Сміт — продюсер
- Дон Пітерсон — фотографія обкладинки
- Люсіль Спенн — текст до обкладинки